# Claudio Savonuzzi
Claudio Savonuzzi (Venezia, dicembre 1926 – Bologna, 6 aprile 1990) è stato un giornalista, scrittore e critico d'arte italiano.

## Biografia
Nato nel 1926 a Venezia da una famiglia di origini ferraresi, si laureò all'Università di Bologna. Lo studio della storia dell'arte con Roberto Longhi e Carlo Ludovico Ragghianti e l'interesse per le arti figurative lo indussero inizialmente a pensare di occuparsi professionalmente di critica artistica, ma poi si dedicò al giornalismo. Iniziò la carriera giornalistica come redattore e inviato nel quotidiano bolognese il Resto del Carlino ove, oltre che dell'arte, per la quale manifestò sempre un costante interesse, si occupò di sport e di eventi culturali.
Trasferitosi nel 1962 alla Rai, fu tra i primi redattori del rotocalco televisivo TV7, programma innovativo dell'informazione televisiva italiana trasmesso in seconda serata ove, tra gli altri, realizzò un'inchiesta sui musei italiani e un servizio sulla crisi dei missili di Cuba.
Dagli anni settanta, tornato alla carta stampata, iniziò a collaborare con  La Stampa, scrivendo per le pagine culturali del quotidiano torinese. Personalità eclettica, dotato di una cultura fine e ricercata, scrisse articoli e inchieste in un elegante stile letterario.
Nella produzione letteraria di Claudio Savonuzzi rientrano diversi saggi artistici e un romanzo, Nella linea d'ombra, edito nel 1969 che, oltre a essere un giallo alla maniera di Graham Greene, è anche un ritratto raffinato della condizione di un uomo che vive le nevrosi del suo tempo.
Colto da malore mentre viaggiava in auto da Milano verso Bologna, si fermò in un autogrill e si fece trasportare nell'Ospedale Maggiore della città felsinea dove  morì a sessantatré anni, il 6 aprile 1990.  . Due anni prima, nel 1988, sempre a Bologna, il figlio Luca, caporedattore di Repubblica, era morto trentottenne, in un incidente stradale. .

## Opere
- Claudio Savonuzzi, Sebastiano Filippi detto il Bastianino, Roma, Danesi, 1947, SBN FER0173719.
- Il maestro dei 12 apostoli, Firenze, Sansoni, 1950.
- Catalogo della mostra di Filippo De Pisis, a cura di Claudio Savonuzzi, Ferrara, Tip. Ind. Grafiche, 1951.
- Pissarro, Bologna, Edizioni Alfa, 1954.
- Una scultura da un disegno di Ercole de Roberti, Firenze, Vallecchi, 1956.
- Giuseppe Coletti, il cremonese (1600-1660), [S.l.], [s.n.], [1957?]
- Cartoline da Cesena, Bologna, Nuova ABES, 1961.
- Le dune di Cervia, Bologna, Edizioni Alfa, 1964.
- Nella linea d'ombra, Firenze, Vallecchi, 1969.
- Ottocento ferrarese, Ferrara, Cassa di risparmio di Ferrara, 1971.